# Monterfil
Monterfil é uma comuna francesa na região administrativa da Bretanha, no departamento Ille-et-Vilaine. Estende-se por uma área de 16,94 km². Em 2010 a comuna tinha 1 374 habitantes (densidade: 81,1 hab./km²).